# Östergötlands runinskrifter 200
Östergötlands runinskrifter 200 är en vikingatida runsten i Sya socken, Mjölby kommun. Stenen kommer ursprungligen från platsen Uddarp i socknen, men numera står den rest på kyrkogården vid Sya kyrka där den är fastgjuten i ett betongfundament. Den är 2,15 meter hög och av granit. 
Runstenen har en gång omhuggits till grindstolpe, varvid delar av ristningen försvunnit. Runorna är grunda och svårlästa. Ristningen är (2010) inte ifylld med färg.

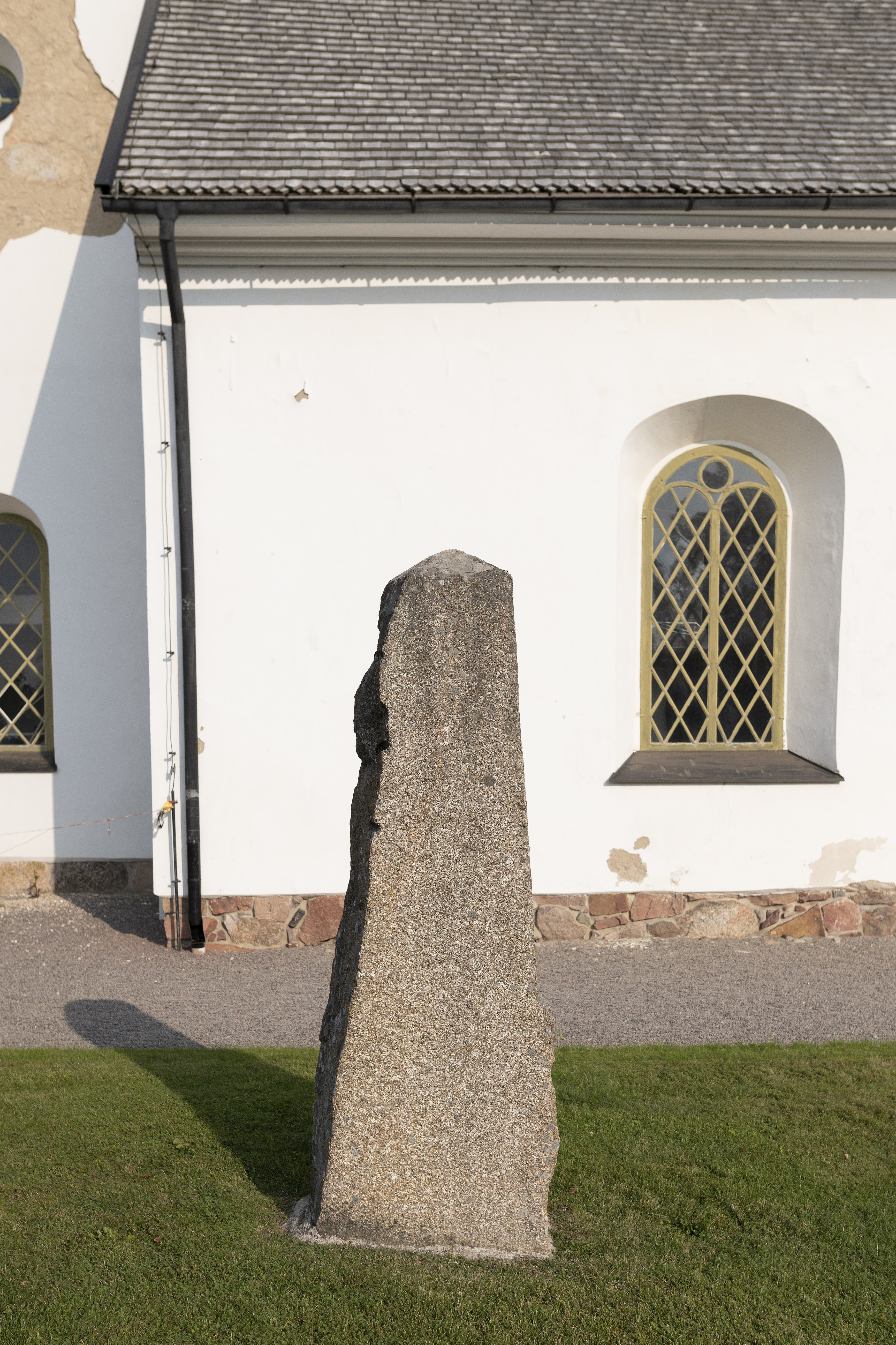
Ög 200. År 2020

Translitterering av runraden:
§A ...ʀ- --- ...umla ufti (k)iʀ(m)(i) · þ(k)(n) · ...u(t)(a)n b... ... 
§B kuþm... ...
Normalisering till runsvenska:
§A ... ... [k]umbla æftiʀ Gæiʀma, þegn [n]ytan, b[onda](?) ... 
§B Guðm[undr(?)] ...

## Tolkningar
Runverkets tolkning av inskriften lyder, översatt till nutida svenska, "Kummel efter Germe en duglig tägn, sin make". Av författaren till Östergötlands runinskrifter, Erik Brate, tolkas den "Gera lät göra minnesvård efter Germe, en duglig tegn, (sin) make". En läsning och tolkning av Arthur Nordén från 1946 lyder i "Karle och Armund och de bägge, Odenkarl och Gärmund, far och son, reste minnesvården efter... Gudmund ristade".